# Megon McDonough
Megon McDonough (anciennement Megan McDonough) est une actrice, une chanteuse de folk et une danseuse de cabaret originaire de Chicago dans l'Illinois aux États-Unis. 

## Biographie
McDonough écrit sa première chanson à l'âge de 11 ans et signe son premier contrat à l'âge de 14 ans sous le label Wooden Nickel Records. Elle sort quatre albums entre 1972 et 1974. À 17 ans, elle  joue en première partie de concert John Denver au Carnegie Hall. Elle fera de même avec Steve Martin et Harry Chapin. 
McDonough interpréta Patsy Cline dans une pièce musicale de théâtre. Elle écrit et interprète en solo un show de cabaret intitulé An Interesting Bunch of Gals où elle rend hommage à huit artistes qui ont influence sa carrière dont  Édith Piaf, Billie Holiday et Joni Mitchell. 
Après sa carrière en solo qui la fit connaître au niveau national, elle participe à la création du groupe Four Bitchin' Babes avec qui elle travaille entre 1990 et 2001 avant de recommencer une carrière solo.

## Discographie en solo
Son premier sobriquet est Megan sur ses premiers albums, ensuite Megon.
- In the Megan Manner (1972)
- Megan Music (1972)
- Keepsake (1973)
- Sketches (1974)
- If I Could Only Reach You
- Day by Day (1989)
- American Girl (1990)
- Blue Star Highway (1993)
- My One and Only Love (1996)
- 4+1 (2002)
- The Patsy Project (2002)
- Spirits in the Material World (2006)